# Charlotte et son Jules
Charlotte et son Jules (tdl. ‘Charlotte y su Jules’) es un cortometraje de 1958 del director franco-suizo Jean-Luc Godard. La película está filmada íntegramente en o desde una habitación de hotel, en la que Jules (Jean-Paul Belmondo) le da a su exnovia Charlotte (Anne Collette) una diatriba aparentemente interminable y autocomplaciente sobre sus defectos y sus tribulaciones. La duración original de la película era de 20 minutos, aunque fue reducida en un tercio por los censores británicos.
Godard dirigió la película como la segunda de una serie basada en dos parisinas llamadas Charlotte y Veronique. Después de una disputa con su colaborador Éric Rohmer, Godard escribió el guion de Charlotte et son Jules y reclutó a su novia, Anne Collette, para repetir su papel de Charlotte. Godard eligió a Jean-Paul Belmondo para el papel de Jules, su primera colaboración con el actor. El rodaje se realizó íntegramente en la habitación del hotel de Godard. La película quedó sin doblar y sin terminar hasta que Godard recibió una oferta de Jacques Becker para proyectarla junto con su próxima película, aunque la muerte de Becker lo impidió. Godard dobló las líneas de Belmondo debido al servicio de este último en la guerra de Independencia de Argelia. Los biógrafos de Godard y los estudiosos del cine han destacado los elementos autobiográficos de la película y su homenaje a Jean Cocteau.

## Argumento
Charlotte sale de un auto deportivo frente a un edificio de apartamentos parisino y le dice a su novio que la espere. Subiendo las escaleras, entra en el apartamento de su exnovio Jules, quien comienza a reprocharle en un monólogo largo y cómicamente insultante por haber terminado su relación. Aunque Charlotte intenta responder las preguntas de Jules, él la reprende por interrumpirlo mientras reitera con enojo su traición. Mientras la atención de Charlotte se vuelve hacia su nuevo novio afuera, Jules se desespera cada vez más, amenazando a Charlotte con lastimarla y a la vez ofreciéndole comprarle un Alfa Romeo con las ganancias de la venta de los derechos de su novela a Hollywood. Él afirma que ella ha regresado porque no puede estar sin él, a lo que Charlotte responde que sólo ha venido a coger su cepillo de dientes y se va.

## Reparto
- Jean-Paul Belmondo como Jules.
- Gérard Blain como el nuevo novio.
- Anne Collette como Charlotte.
- Jean-Luc Godard como Jules (voz).

## Producción y lanzamiento

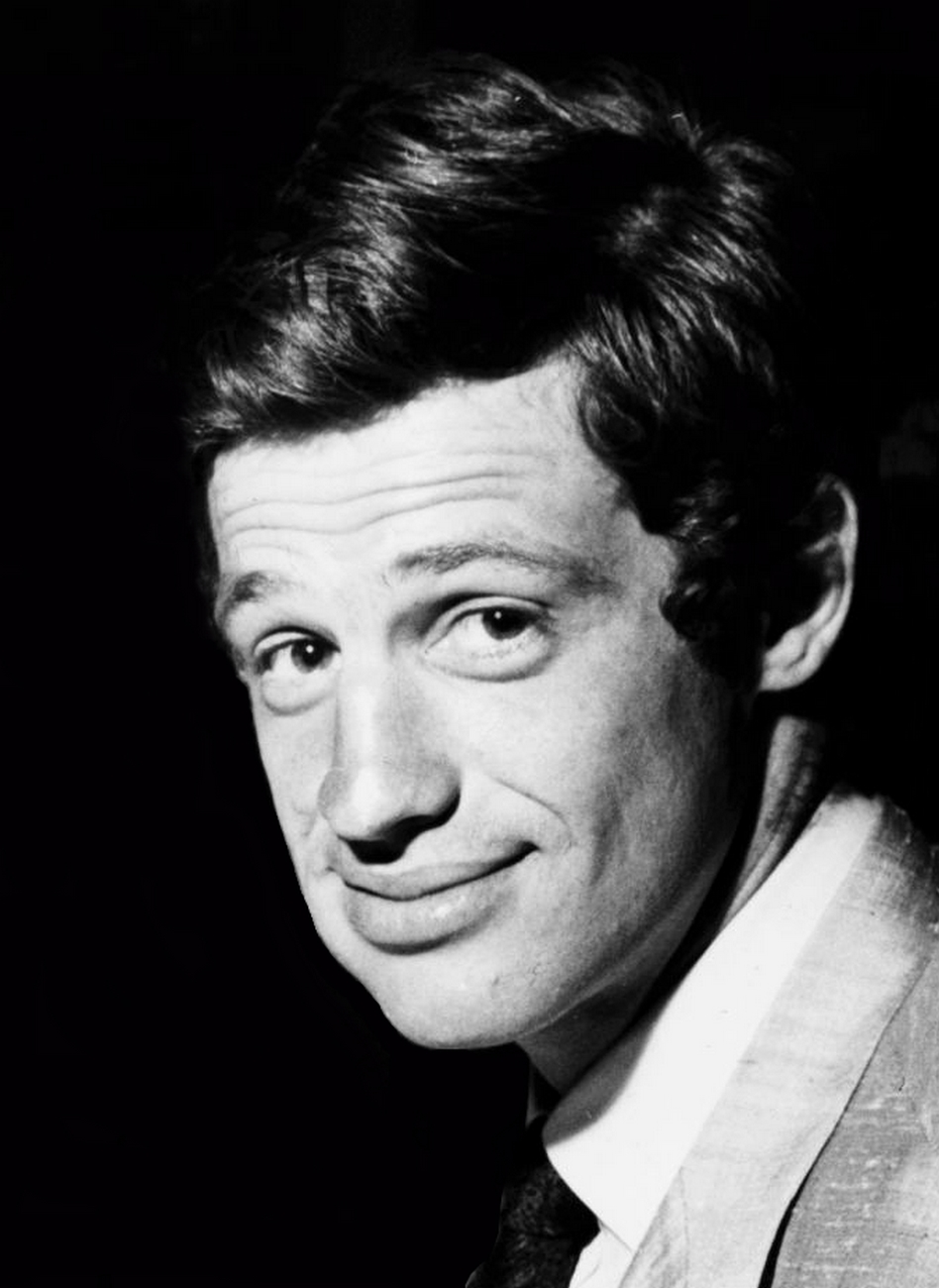
Charlotte et son Jules fue el primer trabajo de Godard con Jean-Paul Belmondo, a quien conoció a través de Anne Collette.

En 1957, Jean-Luc Godard, con la ayuda de Éric Rohmer, comenzó a idear una serie de cortometrajes centrados en dos jóvenes llamadas Charlotte y Veronique. Godard había dirigido previamente un cortometraje documental, Opération Béton, y un cortometraje narrativo, Une femme coquette, ambos en 1955. Sin embargo, la mayor parte de su trabajo fue como escritor para Cahiers du Cinéma, una revista de cine a través de la cual los jóvenes cineastas de la incipiente nouvelle vague difundieron su teoría y crítica del cine. Aunque Godard había escrito un guion para largometraje, Odile, el proyecto quedó en nada. Rohmer escribió la primera película de la serie y, a finales de 1957, se produjo con el título de Tous les garçons s'appellent Patrick (Todos los chicos se llaman Patrick), de Pierre Braunberger, con Godard como director. La trama ve a los personajes principales, Charlotte y Veronique, darse cuenta de que ambas están saliendo con el mismo hombre, llamado Patrick. Rohmer no estuvo de acuerdo con los cambios que Godard hizo al guion e hizo la siguiente película de la serie, Veronique et son cancre (Véronique y su burro), sin Godard. Godard escribió su propio guion para la siguiente película de la serie.
Godard eligió por primera vez a su entonces novia, Anne Collette, para Tous les garçons s'appellent Patrick, y ella regresó para su segunda película de la serie. Mientras estaban en el set de Sois belle et tais-toi, Collette presentó a Godard a su compañero actor Jean-Paul Belmondo, en ese momento un actor de teatro sin mucha experiencia en cine. Godard se reunió con Belmondo en la Brasserie Lipp y le propuso trabajar juntos, a lo que Belmondo accedió creyendo que Godard nunca completaría una película. Más tarde ambos se encontraron, y Godard le ofreció a Belmondo 50 000 francos para actuar en una película ambientada en su apartamento. Godard rodó la película en su hotel de la rue de Rennes. El lugar de rodaje preocupó inicialmente a Belmondo, que sospechaba que la película era un pretexto para una propuesta indecente. Michel Latouche actuó como director de fotografía de Godard.
Después del rodaje, la película quedó dejada de lado durante meses hasta que una promesa del director Jacques Becker de proyectarla junto con su próxima película influyó en Braunberger para financiar el doblaje de la película. Belmondo no pudo doblar sus líneas debido a su servicio en Argelia, y permitió que Godard lo hiciera él mismo con la condición de que lo eligiera para su primer largometraje. Charlotte et son Jules nunca se proyectó junto con la siguiente película de Becker, La evasión, como se había prometido; no sólo era la película demasiado larga, sino que en el momento de su estreno en 1960 Godard ya había completado su primer largometraje, À bout de souffle, y Becker había muerto. Aunque la película original tenía una duración de 20 minutos, en el Reino Unido fue reducida a un tercio, donde la versión sin cortes fue clasificada X.

## Análisis retrospectivo
Los críticos han destacado el homenaje autoproclamado de la película a la obra de teatro de Jean Cocteau El bello indiferente. El biógrafo de Godard, Richard Brody, describe la película como un «gag elaborado», comparándola con una caricatura con un globo de diálogo «lleno hasta reventar» de Godard, con poca consideración por la cinematografía y la narrativa. Brody también caracteriza la película como «un autorretrato autocrítico», donde la «austeridad locamente romántica» de Jean es un reflejo de la propia pobreza de Godard y su tendencia a perseguir romances imprudentemente. Sin embargo, Brody afirma que Godard suprime los elementos personales de la película en favor de las abundantes alusiones y referencias del guion. Tom Milne señala una referencia a Le Plaisir de Max Ophüls, una de las favoritas de Godard, en la afirmación de Jean de que no escuchará las excusas de Charlotte, comparándolas con la amenaza de Simone Simon de saltar por una ventana. La película estuvo disponible en la edición The Criterion Collection de À bout de souffle como contenido adicional.

## Obras citadas
- Brody, Richard (2008). Everything Is Cinema: The Working Life of Jean-Luc Godard (1.ª edición). Nueva York: Metropolitan Books.
- Roud, Richard (1968). Jean-Luc Godard. Cinema One (1). Londres: Thames and Hudson. ISBN 978-0-500-48010-6.
- Curi, Giandomenico (2011). «Re-Creating the Gaze: Peter Whitehead's Cinema and the Films of Others». Framework: The Journal of Cinema and Media 52 (1): 404-17. Consultado el 30 de enero de 2025.
- Biltereyst, Daniel (2022). «Disciplining the Nouvelle Vague: Censoring A Bout de Souffle and Other Early French New Wave Films (1956-». Je T'Aime... Moi Non Plus: Franco-British Cinematic Relations. Berghahn Books. p. 110.